# Erdő János
Dr. Erdő János (Kézdivásárhely, 1913. április 28. – Kolozsvár, 1996. július 27.) unitárius lelkész, erdélyi magyar unitárius püspök 1994-től haláláig.

## Élete
Kolozsváron szerzett lelkészi oklevelet. Utána az oxfordi Manchester College-ban folytatott tanulmányokat. Hazatérve vallástanárként szolgált. 1946-tól az Unitárius Teológiai Akadémia, majd a Protestáns Teológiai Intézet Unitárius Kara rendszeres teológiai tanszékének tanáraként működött. 1956-ban hamis vádak alapján a kommunista rendszer hat évi börtönbüntetésre ítélte. Kiszabadulása után újból a lelkésznevelésben munkálkodott. Az Unitárius Egyháztörténet rendes tanára. 1972-ben megválasztották főjegyzőnek, majd 1994-ben az egyház 29. püspökévé választották. Életének 84. évében, 1996. július 27-én hunyt el.
Élete legszebb hivatásának tartotta a lelkésznevelést, amelyet következetes elvszerűséggel és magas szintű igényességgel végzett fél századon át, haláláig. Különböző tisztségeiben példamutató módon járt elöl, egész életét egyháza és népe szolgálatára áldozta. Széleskörű teológiai munkásságot fejtett ki, tanulmányai jelentek meg különböző folyóiratokban, magyar és angol nyelven. Tanulmánykötete jelent meg. A Keresztény Magvető folyóirat új sorozatának szerkesztője volt. Tevékeny szerepet vállalt és töltött be a hazai és külföldi kapcsolatokban.

## Főbb művei
- Csifó Nagy László–Erdő János: "A szabadelvű kereszténység a világ szüksége"; Globus Ny., Odorheiu, 1937
- A Magyarországi Unitárius Egyház szervezeti törvénye; sajtó alá rend. Ferencz József, Erdő János; Máté Ny., Budapest, 1942 (Az Unitárius Egyház törvényeinek gyűjteménye)
- Teológiai tanulmányok; Unitárius Egyház, Kolozsvár-Napoca, 1986
- Transylvanian Unitarian Church. Chronological history and theological essays; angolra ford. Gellérd Judit, előszó George M. Williams; Center for Free Religion, Chico, 1990 (Unitarianism in Transylvania and Hungary)